# Liste der Präsidenten der Bremer Handelskammer

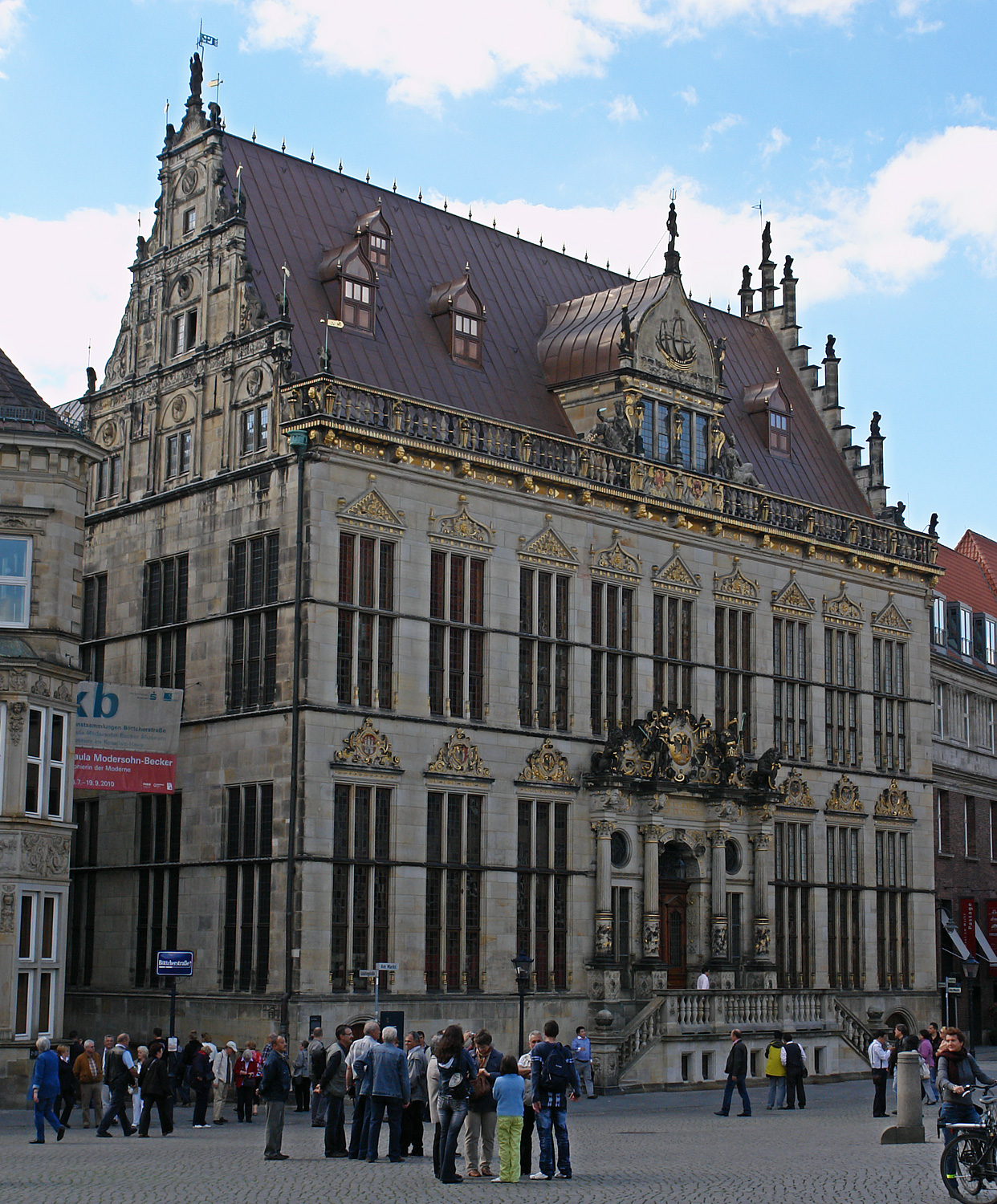
Haus Schütting

Die Handelskammer Bremen hat seit 1849 ihren Sitz im historischen Haus Schütting am Bremer Marktplatz, direkt gegenüber dem Rathaus. Der Präses (Präsident) ist der Vorsitzende des Präsidiums. Er beruft das Plenum (Vollversammlung) ein und führt in ihr den Vorsitz (§ 6 Abs. 2 der Satzung).

## Präses der Handelskammer

### 19. Jahrhundert
Albrecht Nikolaus Schütte 1849; Carl Engelbert Klugkist 1854; Johann Ludwig Ruyter 1855; Hermann von Fischer 1856, 1859, 1862; Johann Diedrich Köncke 1861; Hermann Henrich Meier 1863, 1872; Hermann Skröder Gerdes 1866; Chr. Herm. Noltenius 1867, 1870; Johann Friedrich Gustav Hurm 1868; Johann Theodor Arens 1869; Johannes Fritze 1871; Johann Heinrich Theodor Claussen 1873; Johann Abraham Albers 1874, 1877; Johann Eggers 1875; Franz Ernst Schütte 1876; Friedrich Reck 1878; August Georg Nebelthau 1879; Carl Friedrich Geyer 1880; Johannes C. Achelis 1881; Christoph Hellwig Papendieck 1882; Rudolph Philip Tewes 1883; Johann Heinrich Gildemeister 1884; Theodor Gustav Hoffmann 1885; Louis Ed. Meyer 1886, 1894; Hermann Melchers 1887; Gustav Pagenstecher 1888; F. Theodor Lürman 1889; Dr. H. H. Meier jr. 1890, 1895; Hermann Segnitz 1891; Theodor Peter Friedrich Gruner 1892, 1896; Detmar H. Finke 1893; Lambert Leisewitz 1897; Caspar G. Kulenkampff 1898; Georg Plate 1899

### 20. Jahrhundert
Friedrich Ludwig Tilman Achelis 1900; Carl Wilhelm August Fritze 1901; Ludolph Ernst Bernhard Müller 1902; Friedrich August Gotthard Reck 1903; Johann Ludwig Schrage 1904; Philipp Cornelius Heineken 1905; Eduard Friedrich Georg Michaelsen 1906; Friedrich Ludwig Möller 1907; Everhard Carl Gruner 1908; Johann Carl Vietor 1909; Hermann Heinrich Graue 1910; Christian Heinrich Emil Wätjen 1911; Friedrich Adolph Segnitz 1912; Peter Ferdinand Lentz 1913; Alfred Lohmann 1914, 1915; Eduard Alfred Achelis 1916, 1927; Erich Fabarius 1917; Wilhelm Biedermann 1918; Dr. August Wilhelm Strube 1919; August Georg Nebelthau 1920; Gottfried Heinrich Koch 1921; Johannes Daniel Volkmann 1922; Carl Moritz Hoffmann 1923; Senator Hermann Rodewald 1924; Friedrich Hermann Noltenius 1925; Johann Martin von Düring 1926; Arnold Erich Julius Petzet 1928; Caspar Ludwig Menke 1929; Ernst Conrad Kellner 1930; G. Carl Lahusen 1931; Gustav Scipio 1931–1933; Karl Bollmeyer 1933–1943; A. Held 1933–1943; Martin Heinrich Wilkens 1945–1951; Dr. Fritz Rangen 1952–1955; Eduard Schilling 1956–1957; Robert Kabelac 1958–1959; Richard Bertram 1960–1961; Werner Kulenkampff 1962–1963; Eduard Nebelthau 1964–1965; Walther J. Jacobs 1966–1967; Werner Vinnen 1968–1969; Nic. H. Schilling 1970–1971; Herbert Waldthausen 1972–1973; Peter Otto Engisch 1974–1976; Carl Rudolf Erling 1977–1979; Dr. Horst Willner 1980–1985; Friedo Berninghausen 1986–1988; Dieter Harald Berghöfer 1989–1991; Josef Hattig 1992–1997; Bernd Hockemeyer 1997–2000

### 21. Jahrhundert
- 2001–2004: Dirk Plump
- 2004–2007: Patrick Wendisch
- 2007–2010: Lutz H. Peper
- 2010–2013: Otto Lamotte
- 2013–2016: Christoph Weiss (* 1965)
- 2016–2019: Harald Emigholz (* 1953)
- 2019–2022: Janina Marahrens-Hashagen
- 2022–2025: Eduard Dubbers-Albrecht
- Seit 20. Januar 2025: André Grobien